# Japonská fotografická společnost (1924–)
Japonská fotografická společnost je kompaktní organizace fotografů založená v roce 1924, která funguje dodnes.

## Historie
Bez spojení s dřívější organizací se stejným názvem, JFS vznikla z Šiseido Junior Photo Circle (卅剫). Společnost byla založena v roce 1924, jejím prvním prezidentem byl Šinzó Fukuhara a mezi její další zakládající členy patřili amatérští fotografové Rosó Fukuhara, Kiičiró Išida, Isao Kakefuda, Maroni Kumazawa, Jasutaró Mori, Masadžiró Sakai, Hekisui Jamanaka a Jiičiró Jasukóči. Mezi členy, kteří se připojili brzy poté, byl například Jasuzó Nodžima v roce 1926.
Od roku 1925 pořádá JFS jednou ročně společnou výstavu.
JFS byla pozastavena v roce 1944, ale restartována o dva roky později.

## Členové
- Rosó Fukuhara
- Šinzó Fukuhara
- Kijoši Nišijama
- Akira Toridžama